# 인천삼산초등학교
인천삼산초등학교는 대한민국 인천광역시 부평구에 있는 공립 초등학교이다.

## 학교 연혁
- 1985년 1월 25일:설립
- 1986년 3월 1일: 개교
- 1990년 6월 5일: 야외교실 공사
- 1990년 12월 26일: 체육창고 건설
- 1996년 9월 5일: 1방송실 건설
- 1997년 6월 10일: 컴퓨터실 건설
- 1997년 12월 20일: 급식실 공사
- 1999년 11월 20일: 도서관 공사
- 2003년 11월 5일: 도서관 개관
- 2004년 야외교실 신축사업
- 2005년~2008년: 교실 신축
- 2008년 12월 4일: 100대 우수 교육학교 선정
- 2009년: 우수학교선정 아트센터 개관
- 2009년~2015년: 교육상및 100대 학교에 선정
- 2016년: 유도실,유도부 창설
- 2017년: 본관 공사
- 2019년: 신관 공사,강당 공사

## 참고 자료
- 인천삼산초등학교 - 한국교육학술정보원 학교알리미